# Eddy la Sombra
Eddy la Sombra (Barcelona, España) es un rapero español de origen africano, conocido principalmente por haber formado parte del grupo de rap español 7 Notas 7 Colores.

## Biografía
Entró a formar parte del grupo de rap 7 Notas 7 Colores desde su segundo álbum 77, hasta que el grupo se disolvió en 2002.
Cuando Mucho Muchacho decidió continuar su carrera en solitario, los dos componentes restantes de la banda, Dive Dibboso (productor) y Eddy la Sombra levantaron un nuevo proyecto musical llamado Leon Dramaz, el cual hasta ahora solo ha publicado un álbum, "Infinito", donde han participado múltiples artistas como Solo los solo o Akúa.
Actualmente, está preparando un nuevo trabajo con su grupo Boo Dooh, formado por él mismo, 33 (MC) y Dj Deme; llamado "Magia". En él contaran con colaboraciones de productores como Oh No, Griffi, Dive Dibosso, The Isolitics y Mc's como Tremendo (MC) y Wildchild

## Discografía

### Con7 notas 7 colores
- La Medicina (Maxi) (La Madre-Superego, 1998)
- 77 (LP) (La Madre-Superego, 1999)
- Gorilas y Bananas(Maxi) (La Madre-Superego, 1999)
- La Mami Internacional (LP) (La Madre, 2000)
- Yo vivo (Maxi) (La Madre, 2002)

### ConBoo-dooh
- Mentes afiladas (Maqueta) (Independiente, 1994)
- Despierta (Maqueta/Maxi) 2008
- Magia (LP) 2010

### ConLeon Dramaz
- Infinito (LP) (Independiente, 2003)

## Colaboraciones
- Griffi "Akay Lama En El Funkarreo Del 2015" (2000)
- Negro Ché "Herri Black - Under De Ground" (2003)
- Tremendo (MC) "Vidalogía" (2004)
- Quiroga (MC) "Historias de Q" (2006)